# Благоје Николић
Благоје Николић (Лесковац, 22. фебруар 1885 — Тјентиште, код Фоче, 5. јун 1943) био је комунистичке револуције и учесник Октобарске револуције и Народноослободилачке борбе.

## Биографија
Рођен је 22. фебруара 1885. године у Лесковцу. Био је столарски радник, учесник Октобарске револуције, делегат у Бечу - II конференције КПЈ 1923. године, делегат у Дрездену на Четвртом конгресу Комунистичке партије Југославије 1928. када је изабран за члана Централног комитета Комунистичке партије Југославије. У овом руководству 1928. године изабран је заменика Ђуре Ђаковића.
Био је председник Месног синдикалног већа Независних синдиката, хапшен и прогањан од буржоаске власти, илегалац, истакнути политички радник у остваривању програма Комунистичке партије Југославије.
Са петнаест година постао је члан Синдиката и Социјалистичке партије Србије (чланска карта под бројем 6472 у поседу породице).
Октобарску револуцију ``дочекује`` као радник ``Стари Перавјанин``, једне од фабрика ``Путиловских Завода`` и формираног одреда ``Црвене гарде``.
Слику одреда објавио је амерички писац Џон Рид у својој књизи ``ДЕСЕТ ДАНА КОЈИ СУ ПОТРЕСЛИ СВЕТ``.
На челу овог одреда био је Благоје Николић. У нападу на Зимски дворац, по наредби штаба револуције и Лењина буржоаску владу на челу са председником Керенским хапсе два србина, Благоје Николић и Данило Срдић из Лике са чланом револуционарног комитета Антонов Овсенка који је имао овлашћења за хапшење владе.
Поводом 50. година Октобарске револуције, Јован Поповић у часопису ``Арена`` (Загреб) детаљно описује овај догађај.
У исто време Благоје Николић је био члан Комунистичке партије Русије, Украјине, Бугарске и Комунистичке партије Југославије. О партијском раду Благоја Николића забележено је у следећим књигама: ``ЈУЖНОМОРАВЦИ У ОКТОБАРСКОЈ РЕВОЛУЦИЈИ``, Никола Илић, Народни музеј Лесковац, 1969. године ; Монографија ``ОД ОКТОБРА ДО СУТЈЕСКЕ``, проф. Др. Димитрије Кулић 1968. ; ``ОДРАСТАЊА И ИДЕАЛИ``, Миодраг Мија Николић - син Благаја Николића 2006. године.
Био је борац Посавског народноослободилачког партизанског одреда.
После напада Хитлерове Немачке на Совјетски савез 1941. године, одазива се позив Централног комитета Комунистичке партије Југославије да се отпочне са оружаном борбом. Организује пребацивање људи из Лесковца на планину Кукавицу, ради формирања Лесковачког (Кукавичког) партизанског одреда. Био је борац Посавског народноослободилачког партизанског одреда. Према књизи Лесковац у рату и револуцији Др. Миливоја Перовића учествовао је у саветовању у Столицама. Током рата био је при врховном штабу НОВ и ПОЈ. Погинуо је 5. или 15. јуна 1943. године на Сутјесци. Према књизи Сутјеска - долина хероја погинуо је на Кошуру код Тјентишта, као обичан борац Друге пролетерске бригаде.